# پورشن
پورشن (به سوئدی: Porsön) یک منطقهٔ مسکونی در سوئد است که در بخش لولیو واقع شده‌است. پورشن ۵٬۴۷۶ نفر جمعیت دارد.